# Erdmut Dauter
Erdmut Dauter (* 17. Mai 1922 in Graudenz) ist eine deutsche Schauspielerin und Kabarettistin.

## Leben
Erdmut Dauter nahm Schauspiel- und Stimmunterricht in Berlin. Anschließend arbeitete sie als Theaterschauspielerin am Berliner Theater am Schiffbauerdamm und wirkte als Kabarettistin an verschiedenen Programmen des Struwelpeters und des Reichskabaretts in Berlin  mit. Seit Ende der 1930er Jahre trat sie auch als Schauspielerin in Filmproduktionen in Erscheinung wie Wolfgang Liebeneiners Yvette, Paul Martins Kriminalkomödie Jenny und der Herr im Frack und R. A. Stemmles Recht oder Unrecht. Daneben arbeitete sie als Drehbuchautorin und Synchronsprecherin. Außerdem gab sie diverse Chansonabende und fungierte als Übersetzerin aus dem Englischen und Italienischen.

## Filmografie (Auswahl)
- 1938: Yvette
- 1941: Jenny und der Herr im Frack
- 1971: Recht oder Unrecht
- 1981: Nach Mitternacht